# Daniel Michel
Daniel Michel (* 1987 in Hamburg) ist ein deutscher Schauspieler und Musiker.

## Leben
Daniel Michel wurde 2008 von dem Regisseur Lars Jessen als Filmschauspieler entdeckt. Jessen besetzte ihn mit der Rolle des in einer schleswig-holsteinischen Kleinstadt lebenden Jugendlichen Flo in seiner Literaturverfilmung Dorfpunks (2009).
Es folgten Nebenrollen in verschiedenen TV-Serien und in Hermine Huntgeburths TV-Literaturverfilmung Neue Vahr Süd (2010). In der 8. Staffel der ZDF-Serie SOKO Wismar (2011) übernahm er, an der Seite von Heinz Werner Kraehkamp und Ramona Kunze-Libnow, eine Episodenrolle als tatverdächtiger Sohn Timo.
In dem Kinodrama Die Räuberin (2012), dem Regiedebüt des Drehbuchautors Markus Busch, verkörperte er, mit Birge Schade als Partnerin, den norddeutschen Provinz-Teenager Thore, der eine seltsame Nähe-Distanz-Beziehung mit einer wesentlich älteren Frau eingeht.
In Katrin Gebbes Psychodrama Tore tanzt (2013), in dem Julius Feldmeier sein Partner war, spielte er eine Nebenrolle als Hamburger Jesus-Freak und bester Freund der Titelfigur. In der Ruhrpottkomödie Ein Schnitzel für alle (TV-Erstausstrahlung: November 2013) war er, an der Seite von Armin Rohde, Ludger Pistor und Rick Okon, der im Rollstuhl sitzende WG-Mitbewohner Robert. In dem Filmdrama Nordstrand (Kinostart: Januar 2014), war er als 27-jähriger jüngerer Bruder Volker zu sehen, der in seiner Kindheit unter seinem gewalttätigen Vater zu leiden hatte und nun bei der Rückkehr ins Elternhaus versucht, gemeinsam mit seinem Bruder sich mit den Traumata der Vergangenheit auseinanderzusetzen.
In dem TV-Dokudrama Meine Tochter Anne Frank (2015) verkörperte er den überzeugten Antisemiten Tonny Ahlers, der Otto Frank und seine Familie erpresst. Später übernahm er mehrere Episodenrollen in deutschen und auch internationalen TV-Serien. In der 3. Staffel der ZDF-Serie SOKO Hamburg (2021) hatte er eine der Episodenhauptrollen als gewalttätiger Drogendealer Klaus Mehrmann.
Seit 2007 ist er als Sänger, Texter und Komponist bei der Hamburger Band „Liedfett“ aktiv. Michel lebt in Hamburg.

## Filmografie (Auswahl)
- 2009: Dorfpunks (Kinofilm)
- 2010: Notruf Hafenkante: Wehrlos (Fernsehserie, eine Folge)
- 2010: Neue Vahr Süd (Fernsehfilm)
- 2011: SOKO Wismar: Umzug in den Tod (Fernsehserie, eine Folge)
- 2012: Die Räuberin (Kinofilm)
- 2012: Danni Lowinski: Nazi (Fernsehserie, eine Folge)
- 2012: Der Dicke: Schlag auf Schlag (Fernsehserie, eine Folge)
- 2013: Tore tanzt (Kinofilm)
- 2013: Ein Schnitzel für alle (Fernsehfilm)
- 2014: Nordstrand (Kinofilm)
- 2015: Meine Tochter Anne Frank (Fernsehfilm)
- 2016: Der Kriminalist: Ihr letzter Hit (Fernsehserie, eine Folge)
- 2016: A Cure for Wellness (Kinofilm)
- 2017: Großstadtrevier: Die Aufsteiger des Jahres (Fernsehserie, eine Folge)
- 2018: Jenny – echt gerecht: Außer Kontrolle (Fernsehserie, eine Folge)
- 2018: Sense8: Amor Vincit Omnia (Fernsehserie, eine Folge)
- 2021: SOKO Hamburg: Tod an der Alster (Fernsehserie, eine Folge)
- 2022: Beule – Zerlegt die Welt
- 2025: Die Bestatterin – Tote leben länger (Fernsehserie, eine Folge)